# Весільні чини

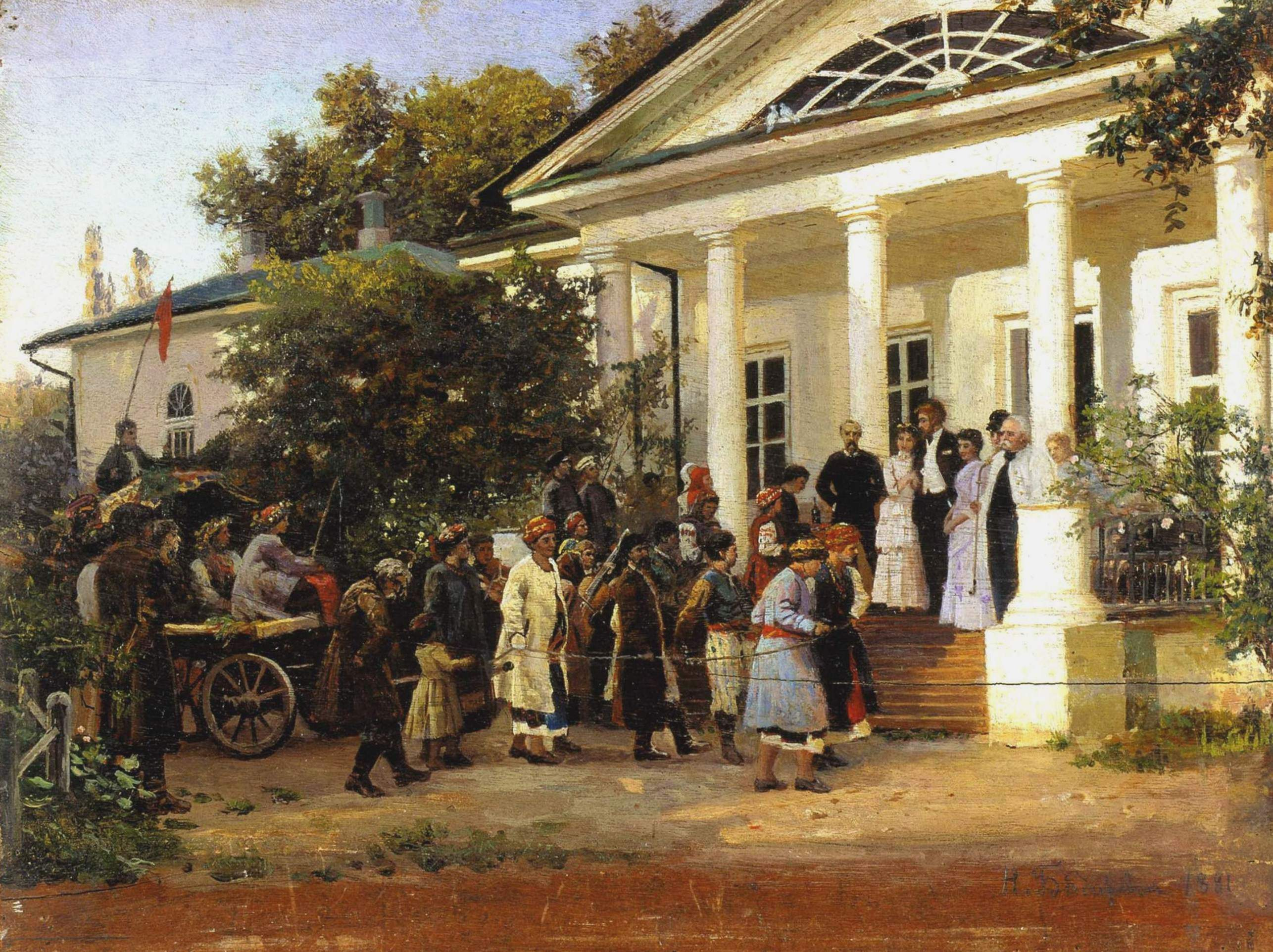
М. К. Бодаревський «Весілля».

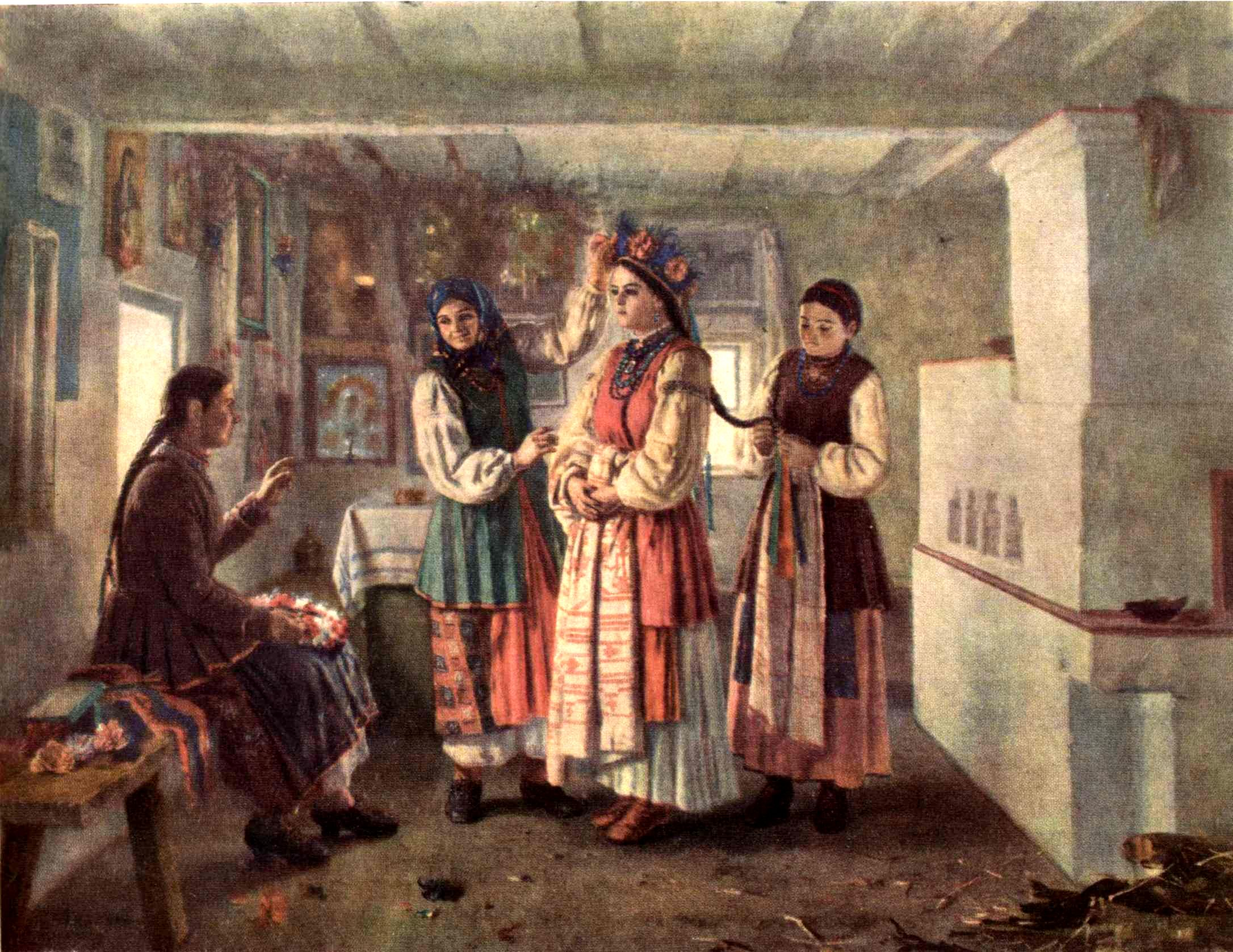
Сваха і дружки вбирають наречену. Картина В. В. Васильєва «Вбирання молодої»

Весільні чини — ролі, що розподіляються між учасниками весільної церемонії.
Традиційне весілля східних слов'ян являє собою давній обряд, що йде ще з князівської старини. Весільне святкування уподібнювалося князівському бенкету, тому наречені йменувалися князем і княгинею, а гості — їхніми приближеними, і товариші нареченого величалися «боярами» чи «дружками» (відсилання до дружинників).

## У традиційному українському весіллі
Українське весілля — це багатоактова драма з багатьма дійовими особами, які виконували свої обрядові ролі. Сватання починав староста або сват. Із старостою виступала його дружина — старостиха. Функцію розпорядника весілля виконував боярин або дружко — одружений чоловік, бояр могло бути кілька, у цьому разі головним був найстарший. До почту молодих входили інші весільні чини, які виконували важливі функції: закосяни привозили наречену жениху, приданки, закосяни, свашки виконували обряд пов'язування намітки; світилка стежила, щоб не згасла свічка при виконанні обряду посаду — запрошення молодих посісти місце у покуті; брат нареченої продавав її; хлопці, родичі молодої, продавали її придане.
Усі весільні чини мали обрядові відзнаки: найповажніші перев'язувалися рушниками, інші чіпляли букети на піджаки і квітки на капелюхи.

## Терміни
- Боярин, дружко́, дружба, шафер — товариш нареченого. Старший з бояр є розпорядником на весільних урочистостях. У традиційному весіллі ним був одружений чоловік, запрошуваний батьками молодого. Разом зі свахою відводив молодих до спальні (шлюбну постіль традиційно влаштовували у коморі), а потім урочисто проводжав їх назад до гостей[4][5][6].
- Сваха, свашка — товаришка нареченої. У традиційному обряді свахою виступала одружена сестра нареченого, за відсутності — інша близька родичка. Разом з дружком вона відводила молодих до спальні, роздягала молоду та ін. Свашками називали присутніх на весіллі інших одружених родичок жениха. Вони готували шлюбне ложе, співаючи: «Ой, хто буде спати, Будем йому на постіль слати: Соломку в головки, сінця під колінця, А м'яти під п'яти, Щоб було м'яко спати»[7][8]
- Дружка, дру́женька, дру́жечка — дівчина з числа подруг молодої, запрошена на весілля. Найстарша за віком йменується старшою. Разом зі свашкою дружка збирала барвінок на вінок. Дружка веде торг з дружком в обряді викупу молодої[9][10].
- Світилка — дівчина, що виконувала обряд тримання меча й свічки. Роль світилки грала неодружена сестра жениха, за відсутності — інша близька родичка[11].
- Закосяни — весільні гості, що відвозять наречену до нареченого («їдуть за косою»)
- Прида́ни, прида́нки — весільні гості з боку нареченої, які прямують з нею в дім нареченого з приданим[12][13].
- Староста, сват — чоловік, що сватає нареченого нареченій або наречену нареченому[14][15].
- Старостиха — дружина старости, сватає з ним нареченого нареченій або наречену нареченому[16].
- Підстароста — помічник старости[17].
- Поїзжани — учасники весільного поїзду[18].
- Весільний батько, посаджений батько — чоловік, що замінює на весіллі справжнього батька нареченого або нареченої[19].
- Весільна мати, посаджена мати — жінка, що замінює на весіллі справжню матір нареченого або нареченої.